# Ulrich Cordes

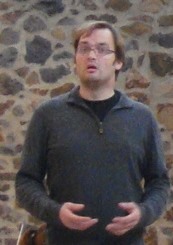
Ulrich Cordes (2011)

Ulrich Cordes (* 1980) ist ein deutscher Opernsänger (Tenor) und Kirchenmusiker.

## Ausbildung und Arbeit
Ulrich Cordes studierte zunächst Kirchenmusik an der Hochschule für Musik Köln bei Winfried Bönig (Orgelimprovisation) und Margaretha Hürholz (Orgelliteraturspiel), Reiner Schuhenn (Chorleitung) und schloss 2003 mit dem A-Examen ab. Anschließend studierte er Gesang. Im Sommersemester 2005 ermöglichte ihm ein Sokratesstipendium, am Conservatoire de Paris in Paris bei Pierre Mervant zu studieren. Ab dem Wintersemester 2005 studierte er bei Christoph Prégardien. 2008 erlangte er sein Diplom, 2010 schloss er mit dem Konzertexamen ab. Er besuchte Meisterklassen bei Claudia Visca und Konrad Jarnot. Beim Wettbewerb Podium Junger Gesangssolisten der Vereinigung Deutscher Konzertchöre (VDKC) gewann er 2008 den zweiten Preis.
Als Sänger ist Ulrich Cordes Gast auf verschiedenen Bühnen, so der Berliner Philharmonie, der Essener Philharmonie, der Kölner Philharmonie, der Münchener Philharmonie am Gasteig und vielen weiteren. 
Als Opernsänger war Ulrich Cordes unter anderem am Theater Aachen, am Theater Kiel, am Theater Münster, am Theater Passau sowie am Staatstheater Saarbrücken zu Gast. 
Ulrich Cordes ist seit Juli 2023 als Domkantor am Hamburger Dom St. Marien tätig.

## Einspielungen
2012 erschien die CD mit einer Aufnahme von Johann Sebastian Bachs h-Moll-Messe mit dem Chor Consono unter Leitung von Harald Jers. 2014 erschien die Debüt-CD des von ihm gegründeten Ensembles Alexandre, welches sich der Musik des 19. Jahrhunderts verschrieben hat. 2017 erschien die erste Solo-CD Ich steh an deiner Krippen hier, die er gemeinsam mit dem Pianisten Thomas Palm aufgenommen hatte.
2020 erschien eine CD mit Werken von Claudio Monteverdi unter Leitung von Peter Waldner.